# Pseudomops simulans
Pseudomops simulans är en kackerlacksart som beskrevs av Carl Stål 1858. Pseudomops simulans ingår i släktet Pseudomops och familjen småkackerlackor. Inga underarter finns listade i Catalogue of Life.